# ریوجی کیتامورا
ریوجی کیتامورا (انگلیسی: Ryuji Kitamura؛ زادهٔ ۱۵ مارس ۱۹۸۱) بازیکن فوتبال اهل ژاپن است.
از باشگاه‌هایی که در آن بازی کرده‌است می‌توان به باشگاه فوتبال ناگویا گرامپوس و باشگاه فوتبال ماتسوموتو یاماگا اشاره کرد.